# Raposa
Raposa este un oraș în unitatea federativă Maranhão (MA), Brazilia.